# 세미흐 셴튀르크
세미흐 셴튀르크(튀르키예어: Semih Şentürk, 1983년 4월 29일 ~ )는 터키의 전 축구 선수로, 현역 시절 포지션은 스트라이커였다.

## 유로 2008
세미흐는 UEFA 유로 2008에서 첫 메이저 대회를 치렀으며, 스위스와의 2차전에서 동점골을 넣었고 크로아티아와의 8강전에서는 연장 추가 시간에 극적인 동점골을 넣었고, 승부차기 두번째 키커로 나서서 승리에 힘을 보탰다.
그리고 독일과의 준결승전에서도 동점골을 넣으면서 팀의 중요한 역할을 확실히 했다.

## 수상

### 클럽
- 페네르바체
  - 쉬페르리그 우승: 2000-01, 2003-04, 2004-05, 2006-07
  - 쉬페르리그 준우승: 2005-06, 2007-08
  - 터키 슈퍼컵 : 2007

### 국가대표팀
- UEFA 유럽축구선수권대회 4강 : 2008

### 개인
- 페네르바체
  - 터키 프리미어리그 최다 득점자 (17골): 2007-08